# ایمان و عقلانیت
ایمان و عقلانیت دو روش باور هستند که در درجات مختلف تعارض یا سازگاری با هم قرار دارند. عقلانیت باوری مبتنی بر عقل یا شواهد است. ایمان باوری مبتنی بر الهام، وحی، یا اقتدار است. واژهٔ ایمان معمولاً به باوری گفته می‌شود که در فقدان، یا علی‌رغم عدم دلایل عقلی یا شواهد پذیرفته می‌شود.
هرچند گاهی واژه‌های «ایمان» و «باور» مترادف هم در نظر گرفته می‌شوند، برابر پنداشتن آن‌ها درست نیست، زیر ایمان بخشی (زیرمجموعه‌ای) از باور است.
به‌طور کلی دو دسته دیدگاه در مورد رابطه میان ایمان و عقلانیت وجود دارند:
1. عقل‌گرایی: بر آن است که حقیقت بایستی با استفاده از خرد و تحلیل مبتنی بر واقعیت‌ها باشد، نه بر پایهٔ ایمان، دگم، سنت، یا آموزه‌های دینی.
2. ایمان‌گرایی: بر آن است که ایمان ضروری است، و باورها می‌توانند بدون وجود شواهد یا عقل پذیرفته شوند، و حتی در تضاد با شواهد یا عقل باشند.

در برخی دیدگاه‌ها، از جمله در کلیسای کاتولیک معتقدند که ایمان و عقل می‌توانند و باید در کنار هم کار کنند. این دیدگاه در بخش‌نامه پاپی صادرشده از ژان پل دوم به نام «در مورد ایمان و عقل» (Fides et Ratio) آمده‌است.

## رابطه بین ایمان و عقل
از حداقل دوران فیلسوفان یونانی، رابطه بین عقل و ایمان به‌طور داغی مورد بحث و مناقشه بوده‌است. افلاطون استدلال کرد که دانش به سادگی یادداری آنی است که ابدی [و فناناپذیر] است. ارسطو، قوانینی را گذاشت که با آن‌ها دانش را می‌شد توسط عقل [یا استدلال] کشف کرد.
خردگرایان، خاطر نشان می‌کنند که مردم بسیاری، به دلایل بسیاری اعتقادات غیرعقلانی دارند. ممکن است علت‌هایی فرگشتی برای اعتقادات غیرعقلانی وجود داشت باشد — اعتقادات غیرعقلانی می‌توانستند توانایی برای بقا و تولید مثلاً را افزایش دهند. یا، بنا به شرط‌بندی پاسکال، می‌تواند به سودمان باشد تا ایمان داشته باشیم، چرا که ایمان ممکن است وعده پاداش نامحدود بدهد، در حال که پاداش‌های عقل توسط بسیاری به صورت محدود دیده می‌شود. یک دلیل دیگر برای اعتقادات غیرعقلانی شاید بتواند با شرطی شدن کنشگر (به انگلیسی: Operant conditioning) توضیح داده شود. برای مثال، در یک مطالعه توسط بی‌اف اسکینر در ۱۹۴۸ میلادی، به کبوترها در فواصل زمانی معمول صرف نظر از رفتارشان دانه پاداش داده می‌شد. نتیجه این بود که هر کدام از کبوترها رفتار وابسته به طرز فکر یا شیوه ویژه (به انگلیسی: Idiosyncratic) خودشان را توسعه دادند که با پیامد دریافت دانه ارتباط داده شد.

### دیگر جستارها
- معرفت‌شناسی